# Lorenzo Davids
Lorenzo Davids (ur. 4 września 1986 w Paramaribo) – holenderski piłkarz surinamskiego pochodzenia występujący na pozycji pomocnika. Lorenzo jest kuzynem byłego reprezentanta Holandii Edgara Davidsa.

## Kariera klubowa
10 lutego 2007 roku Davids rozegrał swoje pierwsze spotkanie w Eredivisie. Stało się to w meczu Feyenoordu przeciwko Rodzie JC Kerkrade.
W Eredivisie rozegrał 132 spotkania i zdobył 5 bramek.

## Kariera reprezentacyjna
Davids zadebiutował w reprezentacji Holandii do lat 21 w październiku 2007 roku.